# Polypodium subminutum
Polypodium subminutum là một loài thực vật có mạch trong họ Polypodiaceae. Loài này được Alderw. miêu tả khoa học đầu tiên năm 1908.